# Adinandra microcarpa
Adinandra microcarpa är en tvåhjärtbladig växtart som beskrevs av François Gagnepain. Adinandra microcarpa ingår i släktet Adinandra och familjen Pentaphylacaceae. Inga underarter finns listade i Catalogue of Life.